# Nouchka Fontijn
Nouchka Mireille Fontijn (ur. 9 listopada 1987 r. w Rotterdamie) – holenderska bokserka, srebrna medalistka igrzysk olimpijskich w wadze średniej, trzykrotna srebrna i brązowa medalistka mistrzostw świata, złota i srebrna medalistka igrzysk europejskich, dwukrotna mistrzyni Europy. Występowała w kategoriach do 75 kg.
W 2016 roku na igrzyskach olimpijskich w Rio de Janeiro zdobyła srebrny medal w kategorii wagi średniej. Po wolnym losie w pierwszej rundzie w ćwierćfinale wygrała z Brytyjką Savannę Marshall 2:0. O finał walczyła z Chinką Li Qian, którą pokonała niejednogłośnie na punkty. Tam jednak przegrała z Amerykanką Claressą Shields 0:3.